# Supercoppa di Malta 2019
La Supercoppa di Malta 2019 (denominata BOV Super Cup per ragioni di sponsorizzazione) è stata la 35ª edizione della Supercoppa maltese.
La partita si è disputata a Ta' Qali allo Stadio Nazionale tra Valletta, vincitore del campionato, e Balzan, vincitore della coppa.
A conquistare il trofeo è stato il Valletta per 2-1, vincendo così il suo tredicesimo titolo, curiosamente contro gli stessi avversari e con lo stesso punteggio dell'edizione 2018 della manifestazione.

## Tabellino
| Arbitro: | Philip Farrugia |

|                          |           |                |
| Fontanella 48’ Nwoko 59’ | Marcatori | 34’ Ljubomirac |